# Kanovaren op de Olympische Zomerspelen 1980

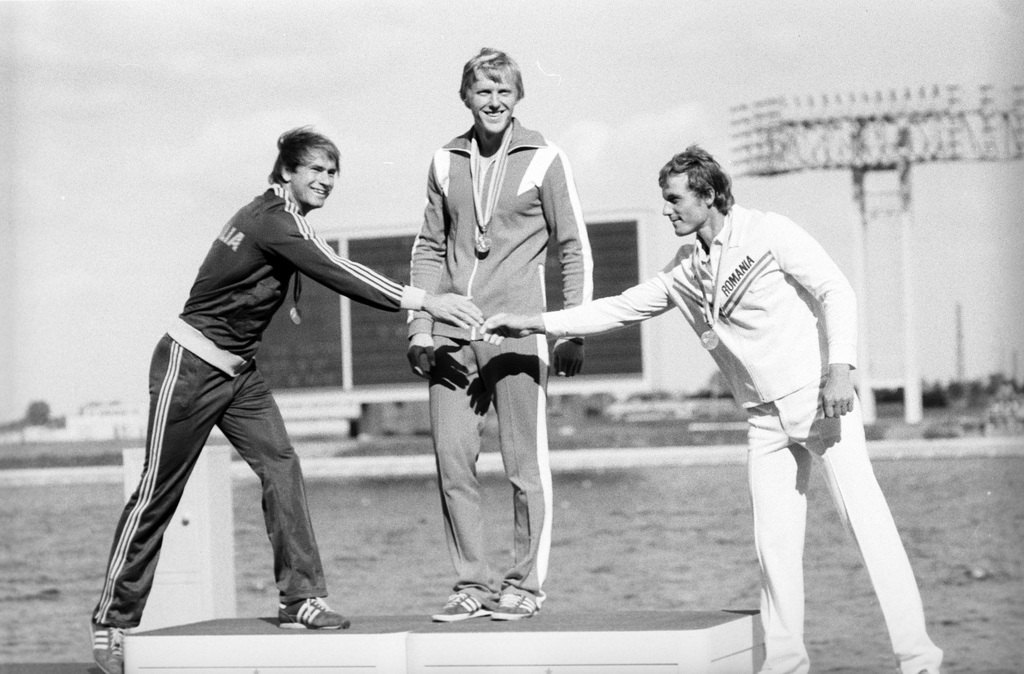
Huldiging K1 500 meter

Kanovaren is een van de sporten die beoefend werden tijdens de Olympische Zomerspelen 1980 in Moskou.

## Heren

### kajak

#### K1 500 m
| rang   | sporter               | land | tijd    |
| ------ | --------------------- | ---- | ------- |
| Goud   | Vladimir Parfenovitsj | URS  | 1:43.43 |
| Zilver | John Sumegi           | AUS  | 1:44.12 |
| Brons  | Vasile Dîba           | ROU  | 1:44.90 |
| 4      | Milan Janić           | YUG  | 1:45.63 |
| 5      | Peter Bischof         | GDR  | 1:45.97 |
| 6      | Anders Andersson      | SWE  | 1:46.32 |
| 7      | Ian Ferguson          | NZL  | 1:47.36 |
| 8      | Felix Masár           | TCH  | 1:48.18 |

#### K1 1000 m
| rang   | sporter        | land | tijd    |
| ------ | -------------- | ---- | ------- |
| Goud   | Rüdiger Helm   | GDR  | 3:48.77 |
| Zilver | Alain Lebas    | FRA  | 3:50.20 |
| Brons  | Ion Bîrlădeanu | ROU  | 3:50.49 |
| 4      | John Sumegi    | AUS  | 3:50.63 |
| 5      | Oreste Perri   | ITA  | 3:51.95 |
| 6      | Felix Masár    | TCH  | 3:52.10 |
| 7      | Milan Janić    | YUG  | 3:53.50 |
| 8      | Ian Ferguson   | NZL  | 3:53.78 |

#### K2 500 m
| rang   | sporters                                               | land | tijd    |
| ------ | ------------------------------------------------------ | ---- | ------- |
| Goud   | Vladimir Parfenovitsj Sergej Tsjoechrai                | URS  | 1:32.38 |
| Zilver | Herminio Menéndez Rodríguez Guillermo Del Riego Gordón | ESP  | 1:33.65 |
| Brons  | Rüdiger Helm Bernd Olbricht                            | GDR  | 1:34.00 |
| 4      | Francis Hervieu Alain Lebas                            | FRA  | 1:36.22 |
| 5      | Barry Kelly Robert Lee                                 | AUS  | 1:36.45 |
| 6      | Alexandru Giura Ion Bîrlădeanu                         | ROU  | 1:36.96 |
| 7      | Waldemar Merk Zdzisław Szubski                         | POL  | 1:37.20 |
| 8      | László Szabó Zoltán Romhányi                           | HUN  | 1:37.66 |

#### K2 1000 m
| rang   | sporters                                                | land | tijd    |
| ------ | ------------------------------------------------------- | ---- | ------- |
| Goud   | Vladimir Parfenovitsj Sergej Tsjoechrai                 | URS  | 3:26.72 |
| Zilver | István Szabó István Joós                                | HUN  | 3:28.49 |
| Brons  | Luís Gregorio Ramos Misioné Herminio Menéndez Rodríguez | ESP  | 3:28.66 |
| 4      | Alexandru Giura Nicolae Ţicu                            | ROU  | 3:28.94 |
| 5      | Peter Hempel Harry Nolte                                | GDR  | 3:31.02 |
| 6      | Jose Marrero Reynaldo Cunill                            | CUB  | 3:31.12 |
| 7      | Ron Stevens Gert Jan Lebbink                            | NED  | 3:33.18 |
| 8      | Alan Thompson Geoffrey Walker                           | NZL  | 3:33.83 |

#### K4 1000 m
| rang   | sporters                                                             | land | tijd    |
| ------ | -------------------------------------------------------------------- | ---- | ------- |
| Goud   | Rüdiger Helm Bernd Olbricht Harald Marg Bernd Duvigneau              | GDR  | 3:13.76 |
| Zilver | Mihai Zafiu Vasile Dîba Ion Geantă Nicuşor Eşanu                     | ROU  | 3:15.35 |
| Brons  | Borislav Borissov Bojidar Milenkov Lazar Christov Ivan Manev         | BUL  | 3:15.46 |
| 4      | Ryszard Oborski Grzegorz Kołtan Daniel Wełna Grzegorz Śledziewski    | POL  | 3:16.33 |
| 5      | József Deme János Rátkai József Kosztyán Zoltán Sztanity             | HUN  | 3:17.27 |
| 6      | François Barouh Patrick Berard Philippe Boccara Patrick Lefoulon     | FRA  | 3:17.60 |
| 7      | Gennadi Machnev Sergej Nagorny Aleksandrs Avdejevs Vladimir Tainikov | URS  | 3:19.83 |
| 8      | Barry Kelly Robert Lee Ken Vidler Crosbie Baulch                     | AUS  | 3:19.87 |

### kano

#### C1 500 m
| rang   | sporter             | land | tijd    |
| ------ | ------------------- | ---- | ------- |
| Goud   | Sergej Postrechin   | URS  | 1:53.37 |
| Zilver | Ljoebomir Ljoebenov | BUL  | 1:53.49 |
| Brons  | Olaf Heukrodt       | GDR  | 1:54.38 |
| 4      | Tamás Wichmann      | HUN  | 1:54.58 |
| 5      | Marek Łbik          | POL  | 1:55.90 |
| 6      | Timo Grönlund       | FIN  | 1:55.94 |
| 7      | Lipat Varabiev      | ROU  | 1:56.80 |
| 8      | Radomír Blažík      | TCH  | 1:56.83 |

#### C1 1000 m
| rang   | sporter             | land | tijd    |
| ------ | ------------------- | ---- | ------- |
| Goud   | Ljoebomir Ljoebenov | BUL  | 4:12.38 |
| Zilver | Sergej Postrechin   | URS  | 4:13.53 |
| Brons  | Eckhard Leue        | GDR  | 4:15.02 |
| 4      | Libor Dvořák        | TCH  | 4:15.25 |
| 5      | Lipat Varabiev      | ROU  | 4:16.68 |
| 6      | Timo Grönlund       | FIN  | 4:17.37 |
| 7      | Thomas Falk         | SWE  | 4:20.66 |
| 8      | Matija Ljubek       | YUG  | 4:22.40 |

#### C2 500 m
| rang   | sporters                                  | land | tijd    |
| ------ | ----------------------------------------- | ---- | ------- |
| Goud   | László Foltán István Vaskuti              | HUN  | 1:43.39 |
| Zilver | Petre Capusta Ivan Patzaichin             | ROU  | 1:44.12 |
| Brons  | Borislav Ananiev Nikolai Ilkov            | BUL  | 1:44.83 |
| 4      | Jerzy Dunajski Marek Wisła                | POL  | 1:45.10 |
| 5      | Jiří Vrdlovec Petr Kubíček                | TCH  | 1:46.48 |
| 6      | Sergej Petrenko Aleksandr Vinogradov      | URS  | 1:46.95 |
| 7      | Santos Magaz Marcos Narciso Suárez Amador | ESP  | 1:48.18 |
| 8      | Bernt Lindelöf Erik Zeidlitz              | SWE  | 1:48.69 |

#### C2 1000 m
| rang   | sporters                            | land | tijd    |
| ------ | ----------------------------------- | ---- | ------- |
| Goud   | Ivan Patzaichin Toma Simionov       | ROU  | 3:47.65 |
| Zilver | Olaf Heukrodt Uwe Madeja            | GDR  | 3:49.93 |
| Brons  | Vasili Joertsjenko Joeri Lobanov    | URS  | 3:51.28 |
| 4      | Matija Ljubek Mirko Nišović         | YUG  | 3:51.30 |
| 5      | Jiří Vrdlovec Petr Kubíček          | TCH  | 3:52.50 |
| 6      | Marek Dopierała Jan Pinczura        | POL  | 3:53.01 |
| 7      | Raitsjo Koermandzjiev Kamen Koetzev | BUL  | 3:53.89 |
| 8      | Tamás Buday Oszkár Frey             | HUN  | 3:54.31 |

## Dames

### kajak

#### K1 500 m
| rang   | sporter            | land | tijd    |
| ------ | ------------------ | ---- | ------- |
| Goud   | Birgit Fischer     | GDR  | 1:57.96 |
| Zilver | Vanja Gesjeva      | BUL  | 1:59.48 |
| Brons  | Antonina Melnikova | URS  | 1:59.66 |
| 4      | Maria Ştefan       | ROU  | 2:00.90 |
| 5      | Ewa Eichler        | POL  | 2:01.23 |
| 6      | Agneta Andersson   | SWE  | 2:01.33 |
| 7      | Katalin Povázsán   | HUN  | 2:01.52 |
| 8      | Béatrice Knopf     | FRA  | 2:02.91 |

#### K2 500 m
| rang   | sporters                          | land | tijd    |
| ------ | --------------------------------- | ---- | ------- |
| Goud   | Carsta Genäuß Martina Bischof     | GDR  | 1:43.88 |
| Zilver | Galina Alexejeva Nina Trofimova   | URS  | 1:46.91 |
| Brons  | Éva Rakusz Mária Zakariás         | HUN  | 1:47.95 |
| 4      | Elisabeta Babeanu Agafia Buhaev   | ROU  | 1:48.04 |
| 5      | Agneta Andersson Karin Olsson     | SWE  | 1:49.27 |
| 6      | Anne-Marie Loriot Valérie Leclerc | FRA  | 1:49.48 |
| 7      | Ewa Eichler Ewa Wojtaszek         | POL  | 1:51.31 |
| 8      | Frances Wetherall Lesley Smither  | GBR  | 1:52.76 |

## Medaillespiegel
| rang   | land        | goud | zilver | brons | totaal |
| ------ | ----------- | ---- | ------ | ----- | ------ |
| 1      | Sovjet-Unie | 4    | 2      | 2     | 8      |
| 2      | DDR         | 4    | 1      | 3     | 8      |
| 3      | Bulgarije   | 1    | 2      | 2     | 5      |
| 3      | Roemenië    | 1    | 2      | 2     | 5      |
| 5      | Hongarije   | 1    | 1      | 1     | 3      |
| 6      | Spanje      | 0    | 1      | 1     | 2      |
| 7      | Australië   | 0    | 1      | 0     | 1      |
| 7      | Frankrijk   | 0    | 1      | 0     | 1      |
| totaal | totaal      | 11   | 11     | 11    | 33     |

Parijs 1924 (demonstratie) · 
Berlijn 1936 · 
Londen 1948 · 
Helsinki 1952 · 
Melbourne 1956 · 
Rome 1960 · 
Tokio 1964 · 
Mexico-stad 1968 · 
München 1972 · 
Montréal 1976 · 
Moskou 1980 · 
Los Angeles 1984 · 
Seoel 1988 · 
Barcelona 1992 · 
Atlanta 1996 · 
Sydney 2000 · 
Athene 2004 · 
Peking 2008 · 
Londen 2012 · 
Rio de Janeiro 2016 ·
Tokio 2020 ·
Parijs 2024 ·
Los Angeles 2028
Medaillewinnaars (slalom) · Medaillewinnaars (sprint)
Atletiek · Basketbal · Boksen · Boogschieten · Gewichtheffen · Handbal · Hockey · Judo · Kanovaren · Moderne vijfkamp · Paardensport · Roeien · Schermen · Schietsport · Schoonspringen · Turnen · Voetbal · Volleybal · Waterpolo · Wielersport · Worstelen · Zeilen · Zwemmen